# Wisselgesprek
In de telefonie is een wisselgesprek de situatie waarbij iemand een telefoongesprek voert, en tijdens dit gesprek een toontje hoort (het zogenaamde 'Call Waiting'-signaal) dat aangeeft dat er een tweede aan hem of haar gerichte oproeppoging is. De opgeroepene kan via een toets of toetscombinatie ervoor zorgen dat het oorspronkelijke gesprek even in een 'wachtstand' gezet wordt, en kan een gesprek beginnen met de zojuist opbellende partij. Vervolgens kan de opgeroepene via een soortgelijke toetscombinatie ervoor zorgen dat het tweede gesprek even in de wacht wordt gezet, waarbij gelijktijdig het eerste gesprek verder wordt voortgezet.
Wisselgesprek is een functionaliteit die niet door iedere telefonieprovider geboden wordt.
De term wisselgesprek is bedacht door Michael Dijkstra, toen KPN de dienst wilde introduceren.